# Allahu Akbar (volkslied)
Allahu Akbar (Arabisch: الله أَكْبَر) was tussen 1 september 1969 en september 2011 het volkslied van Libië.
Het lied werd oorspronkelijk als strijdlied geschreven voor het Egyptische leger ten tijde van de Suezcrisis in 1956 en werd ingevoerd als volkslied door Moammar al-Qadhafi, toen die aan de macht was gekomen. Na de opstand in Libië in 2011 werd het lied door de Nationale Overgangsraad vervangen door het lied dat het op zijn beurt in 1969 vervangen had, Libië, Libië, Libië.

## Arabische tekst
الله أكبر الله اكبر

الله أكبر فوق كيد المعتدي

الله للمظلوم خير مؤيد

أنا باليقين وبالسلاح سأفتدي

بلدي ونور الحق يسطع في يدي

قولوا معي قولوا معي

الله أكبر الله أكبر الله أكبر

الله أكبر فوق كيد المعتدي

يا هذه الدنيا أطلي واسمعي

جيش الأعادي جاء يبغي مصرعي

بالحق سوف أرده وبمدفعي

وإذا فنيت فسوف أفنيه معي

قولوا معي قولوا معي

الله أكبر الله أكبر الله اكبر

الله فوق كيد المعتدي.

## Nederlandse vertaling
God staat boven de listen van de vijand,

En god is de grootste helper van de onderdrukten,

God staat boven de listen van de vijand,

En god is de grootste helper van de onderdrukten,

Met vastberadenheid en met wapens zal ik mijn natie verdedigen,

terwijl het licht van de waarheid in mijn hand schijnt;

Laat het ons samen zeggen, laat het ons samen zeggen:

God is de grootste, god is de grootste, god is de grootste!

God staat boven de listen van de vijand!

Oh wereld, kijk en luister:

De vijand begeerde mijn positie,

Oh wereld, kijk en luister:

De vijand begeerde mijn positie,

Ik zal vechten met wapens en mij verdedigen

En mocht ik sterven, dan neem ik hem met me mee!

Laat het ons samen zeggen, laat het ons samen zeggen:

God is de grootste, god is de grootste, god is de grootste!

God staat boven de listen van de vijand